# Kleinreuth bei Schweinau
Kleinreuth bei Schweinau ist ein Teil der kreisfreien Stadt Nürnberg und gehört zum statistischen Bezirk 63 (Höfen).

## Lage
Kleinreuth bei Schweinau erstreckt sich zwischen Ipsheimer Straße, Ringbahn, Rothenburger Straße und Sigmundstraße. Der alte Ortskern liegt zwischen Rothenburger und Altenberger Straße.

## Straßen
- Altenberger Straße
- Am Wirtsacker
- Äußere Buttendorfer Straße
- Am Wirtsacker
- Buttendorfer Straße
- Clarsbacher Straße
- Egenhauser Straße
- Flachslander Straße
- Franz-Hoffmann-Straße
- Illesheimer Straße
- Ipsheimer Straße
- Lenkersheimer Straße
- Leonroder Straße
- Obernzenner Straße
- Proeslerstraße
- Rothenburger Straße
- Rundfunkstraße
- Sigmundstraße
- Vershofenstraße
- Virnsberger Straße

## Geschichte
1303 übertrug der Nürnberger Burggraf Konrad II. († 1314) „Cleinen Reut“ als Jahrtagsstiftung mit elf weiteren Orten, darunter auch Gebersdorf und Großreuth, dem Domkapitel Bamberg. Im Ersten (1449–1450) und im Zweiten Markgrafenkrieg (1552–1555) wurde der Ort niedergebrannt, 1632 lag er mitten im Kriegsschauplatz des Dreißigjährigen Kriegs.
Gegen Ende des 18. Jahrhunderts gab es in Kleinreuth 11 Anwesen (1 Hof, 6 Halbhöfe, 1 Höflein, 1 Gütlein, 2 Schenkstätten). Das Hochgericht übte die Reichsstadt Nürnberg aus, was aber von brandenburg-ansbachischen Oberamt Cadolzburg bestritten wurde. Die Dorf- und Gemeindeherrschaft und die Grundherrschaft über alle Anwesen hatte das bambergische Dompropsteiamt Fürth inne.
1796 ging der Ort in preußischen Besitz über, 1806 gehörte Kleinreuth zu Bayern. Im Rahmen des Gemeindeedikts wurde Kleinreuth dem 1808 gebildeten Steuerdistrikt Großreuth bei Schweinau und der im selben Jahr gegründeten Ruralgemeinde Großreuth bei Schweinau zugeordnet.
Am 1. Januar 1899 wurde Kleinreuth nach Nürnberg eingemeindet. Von 1927 bis 1969 war Kleinreuth Standort eines Rundfunksenders.

### Einwohnerentwicklung
| Jahr      | 001818 | 001824 | 001840 | 001861 | 001871 | 001885 | 001900 |
| Einwohner | 84     | 83     | 125    | 108    | 116    | 131    | 156    |
| Häuser    | 14     | 10     | 14     |        |        | 19     | 22     |
| Quelle    | [ 6 ]  | [ 4 ]  | [ 7 ]  | [ 8 ]  | [ 9 ]  | [ 10 ] | [ 11 ] |

## Baudenkmäler
- Altenberger Str. 10: Eingeschossiges, teils zweigeschossiges verputztes Wohnhaus Mitte des 19. Jahrhunderts; rückwärtiger Giebel aus Fachwerk; weitgehend erneuert.[12]
- Altenberger Str. 20: Eingeschossiger Sandsteinbau mit dreigeschossigen Giebel aus dem 19. Jahrhundert.[12]
- Rothenburger Str. 482: Gasthof Weinländer
- Rothenburger Str. 484: Ehemalige Schmiede
- Rothenburger Str. 496: Wohnstallhaus

## Religion
Der Ort ist seit der Reformation überwiegend protestantisch. Pfarrrechtlich gehörte Kleinreuth ursprünglich zu St. Michael (Fürth). Heute sind die Einwohner evangelisch-lutherischer Konfession nach St. Stephanus (Nürnberg) gepfarrt, die Einwohner römisch-katholischer Konfession sind nach Heilig Kreuz (Nürnberg) gepfarrt.